# Ludovic Butelle
Ludovic Butelle (Reims, 3. travnja 1983.) francuski je nogometni vratar koji trenutno igra za Red Star.

## Sportska karijera
Butelle je svoju karijeru započeo u francuskom Metzu. U sezoni 2001./2002, odigrao je 6 utakmica. U sljedeće dvije godine postaje stalnim članom prvih jedanaest, a u srpnju 2004., odlazi u Valenciju, kao zamjena za postarjelog Palopa i Cañizaresa. U prvoj sezoni odlazi na šestomjesečnu posudbu u Hercules CF. 
Odlaskom Palopa i More, Butelle postaje drugi vratar Valencije. Dana 29. studenog, 2006., produžio je svoj ugovor s Valencijom do 2012.
Sezonu 2007./2008., ponovo odlazi na posudbu, ovaj put u Real Valladolid, gdje je bio prvi izbor, ali na kraju je tek bio treći vratar, iza Sergia Asenja (18) i veteran Alberta (38). Nakon toga odlučio se je na povratak u Francusku, gdje će ostati do kraja sezone.

## Vanjske poveznice
- L'Équipe - statistika i profil